# Mexipsyche toschiae
Mexipsyche toschiae är en nattsländeart som först beskrevs av Donald G. Denning 1965.  Mexipsyche toschiae ingår i släktet Mexipsyche och familjen ryssjenattsländor. Inga underarter finns listade i Catalogue of Life.